# Виллайоки
Виллайоки — река в России, протекает по территории Чалнинского сельского поселения Пряжинского района Карелии.
Исток — западнее посёлка Виллагора, в болоте у железной дороги Петрозаводск — Суоярви. Устье реки находится в 5,5 км по левому берегу реки Кутижмы на высоте ниже 84,0 м над уровнем моря. Длина реки составляет 13 км.
Код объекта в государственном водном реестре — 01040100112102000014646.